# Star Wars: The Clone Wars (phim)
Star Wars: The Clone Wars là bộ phim hoạt hình 3D năm 2008 của Mỹ thể loại khoa học viễn tưởng-sử thi không gian được đặt trong vũ trụ Star Wars, dẫn đến loạt truyền hình cùng tên sản xuất bởi Lucasfilm Animation. Bộ phim đặt ở khoảng 3 năm giữa 2 phần phim Chiến tranh giữa các vì sao: Tập II – Sự xâm lăng của người Vô tính (2002) và Chiến tranh giữa các vì sao: Tập III – Sự báo thù của người Sith (2005). Được phân phối bởi Warner Bros. Pictures, công ty này cũng giữ bản quyền của bộ phim và 5 phần đầu của loạt truyền hình, bộ phim công chiếu đầu tiên tại rạp Grauman Ai Cập vào ngày 10, tháng 8 năm 2008; ở Úc vào ngày 14, tháng 8: ở Mỹ, Canada và Anh vào ngày tiếp theo. Bộ phim được dùng để giới thiệu với khán giả về loạt chương trình đang sản xuất, được chiếu vào ngày 3, tháng 10 cùng năm. Mặc dù nhận nhiều lời phê bình nhưng bộ phim thành công ở phòng vé, thu về được hơn 68.3 triệu đô la.

## Cốt truyện
Vào năm đầu của cuộc Chiến tranh Vô tính, Hiệp sĩ Jedi Anakin Skywalker và thầy Jedi cũ của anh, Obi-Wan Kenobi dẫn đầu một đội quân lính vô tính của Cộng hòa Thiên hà, chống lại đội quân người máy chiến đấu của phe Ly khai trên hành tinh Christophsis. Trong lúc chờ đợi quân tiếp viện, hai Jedi đón gặp một con tàu chở một nữ Jedi trẻ tuổi tên Ahsoka Tano, người luôn nói rằng cô ta được phái đến bởi Sư phụ Jedi Yoda để làm người học việc của Anakin. Anakin ngần ngại chấp nhận việc dạy dỗ Ahsoka và sau đó hai người đã thực hiện thành công nhiệm vụ vô hiệu hóa trường lá chắn của phe Ly khai, trong khi đó Obi-Wan cầm chân tên chỉ huy của đội quân người máy, giúp phe Cộng hòa giành chiến thắng. Ahsoka đã có được lòng tin của Anakin.
Sau trận chiến, Yoda tới và thông báo với các Jedi rằng đứa con Rotta của thủ lĩnh tội phạm Jabba the Hutt đã bị bắt cóc. Anakin và Ahsoka nhận nhiệm vụ giải cứu đứa trẻ người Hutt, trong khi Obi-Wan được phái đến Tatooine để thương lượng với Jabba, nhằm có thể có được một hiệp ước giữa tộc người Hutt và phe Cộng hòa. Anakin và Ahsoka theo dõi bọn bắt cóc và Rotta tại hành tinh Teth, ở đó họ bị mai phục bởi quân đội Ly khai dẫn đầu bởi nữ sát thủ Asajj Ventress là đệ tử của Bá tước Dooku, thủ lĩnh tối cao của phe Ly khai. Các Jedi không biết là vụ bắt cóc thực ra đã được lên kế hoạch bởi Sư phụ Sith của Dooku là chúa tể Darth Sidious, kẻ muốn Dooku gài bẫy vu khống các Jedi mới là những kẻ đã bắt cóc Rotta để khiến cho Jabba liên minh với phe Ly khai và thúc đẩy sự căm ghét Jedi từ tộc người Hutt. Tại hành tinh Teth, Anakin và Ahsoka đã cứu được đứa trẻ và thoát khỏi mai phục cùng với R2-D2, họ lấy trộm được một con tàu vận chuyển và lên đường tới Tatooine. Trong khi đó, Obi-Wan, nhận được tín hiệu của Anakin, tới Teth cùng chi viện quân vô tính và đánh bại Ventress trong một trận đấu tay đôi kiếm ánh sáng, mặc dù ả đã tẩu thoát được.
Trong khi đó, người vợ bí mật của Anakin là Thượng nghị sĩ Padmé Amidala biết được về nhiệm vụ của chồng mình và lo lắng về sự an toàn của anh. Cô quyết định liên lạc đến chú của Jabba là Ziro tại Coruscant, dù được khuyên ngăn bởi Thủ tướng Palpatine của Cộng hòa (thật ra cũng chính là tên chúa tể Darth Sidious). Tên Hutt từ chối hợp tác, dường như tin rằng các Jedi đứng đằng sau mọi chuyện. Tuy nhiên, Padmé sớm phát hiện ra rằng Ziro đã âm mưu với Dooku để khiến đứa trẻ Rotta bị giết, vì vậy Jabba sẽ xử tử Anakin và Ahsoka, khiến cho hắn bị bắt bởi Hội đồng Jedi, và điều này giúp Ziro có được quyền lực tối cao trong tộc người Hutt. Padmé bị người của Ziro phát hiện và bị giam giữ, nhưng một cơ hội tình cờ đã khiến cô liên hệ được với người máy quản gia C-3PO, giúp cô triệu tập một đội lính vô tính đến tấn công, và Ziro đã bị bắt.
Trong khi đó, tàu của Anakin và Ahsoka bị bắn hạ bởi lũ người máy chiến đấu vệ binh khi họ đến Tatooine. Anakin dùng mưu tới đối mặt với Dooku với đứa trẻ mồi nhử trên lưng, còn Ahsoka mang Rotta thật tới cung điện của tên Jabba. Trong khi Anakin đấu kiếm với Dooku, Ahsoka bị mai phục bởi lũ người máy vệ binh, nhưng cuối cùng cô cũng đánh bại được chúng. Hai người mang được Rotta trở về an toàn với Jabba, nhưng hắn vẫn ra lệnh xử tử hai Jedi vì cho rằng họ là những kẻ bắt cóc. Tuy nhiên, đúng lúc đó Padmé đã kịp liên lạc được tới Jabba và tiết lộ âm mưu thực sự của Ziro và phe Ly khai mới là những kẻ đứng đằng sau vụ bắt cóc. Jabba nhận ra các Jedi mới là ân nhân và cho phép phe Cộng hòa trừng phạt Ziro vì tội phản bội của hắn, đồng ý ký hiệp ước trong khi Anakin và Ahsoka được Obi-Wan và Yoda tới đón về. Trong khi đó, Dooku thông báo sự thất bại của âm mưu tới tên Darth Sidious, nhưng hắn đảm bảo rằng cục diện của cuộc chiến vẫn đang nằm trong tay họ.